# 十文字町十五野新田
十文字町十五野新田（じゅうもんじまちじゅうごのしんでん）は、秋田県横手市の大字。郵便番号は019-0508。人口は863人、世帯数は296世帯（2020年10月1日現在）。

## 地理
十文字地域の北部に位置する。北東で平鹿町醍醐、東で十文字町梨木、西で平鹿町下鍋倉、南西で十文字町上鍋倉、南で十文字町、北で平鹿町浅舞と隣接する。湯沢横手道路が地域の東部を縦貫し、十文字ICも地域内にある。その他、横手市立十文字小学校や横手市立十文字中学校の教育施設がある。

### 小字
- 字浅舞境（あさまいざかい）
- 字岡見（おかみ）
- 字合計田（がっけいた）
- 字沢見（さわみ）
- 字十五野（じゅうごの）
- 字十文字下タ（じゅうもんじした）
- 字十浦下タ（じゅううらした）
- 字醍醐境（だいござかい）
- 字段ノ下（だんのした）
- 字堂ノ後（どうのうしろ）

- 字富沢屋布上（とみざわやしきかみ）
- 字中村（なかむら）
- 字梨木境（なしのきざかい）
- 字畑開（はたびらき）
- 字東野中（ひがしのなか）
- 字坊主沢（ぼうずさわ）
- 字増田道東（ますだみちひがし）
- 字明神東（みょうじんひがし）
- 字明神前（みょうじんまえ）
- 字村下（むらした）

## 世帯数と人口
2020年（令和2年）10月1日現在の世帯数と人口は以下の通りである。
| 丁目               | 世帯数  | 人口  |
| ------------------ | ------- | ----- |
| 十文字町十五野新田 | 296世帯 | 863人 |

### 人口の推移
以下は国勢調査による1995年（平成7年）以降の人口の推移。
| 年                 | 人口  |
| ------------------ | ----- |
| 1995年（平成7年）  | 1,190 |
| 2000年（平成12年） | 1,108 |
| 2005年（平成17年） | 1,018 |
| 2010年（平成22年） | 963   |
| 2015年（平成27年） | 870   |
| 2020年（令和2年）  | 863   |

## 交通

### 鉄道
町内に駅はない。最寄り駅は十文字町大道東にあるJR東日本・奥羽本線の十文字駅。

### 道路
- 湯沢横手道路（東北中央自動車道）
  - 十文字TB - 十文字IC

## 施設
- 横手市立十文字小学校
- 横手市立十文字中学校
- 十文字陸上競技場（市内で唯一の全天候型の陸上競技場[9]）
- 十文字野球場
- 三重地区交流センター（旧十文字第二小学校）

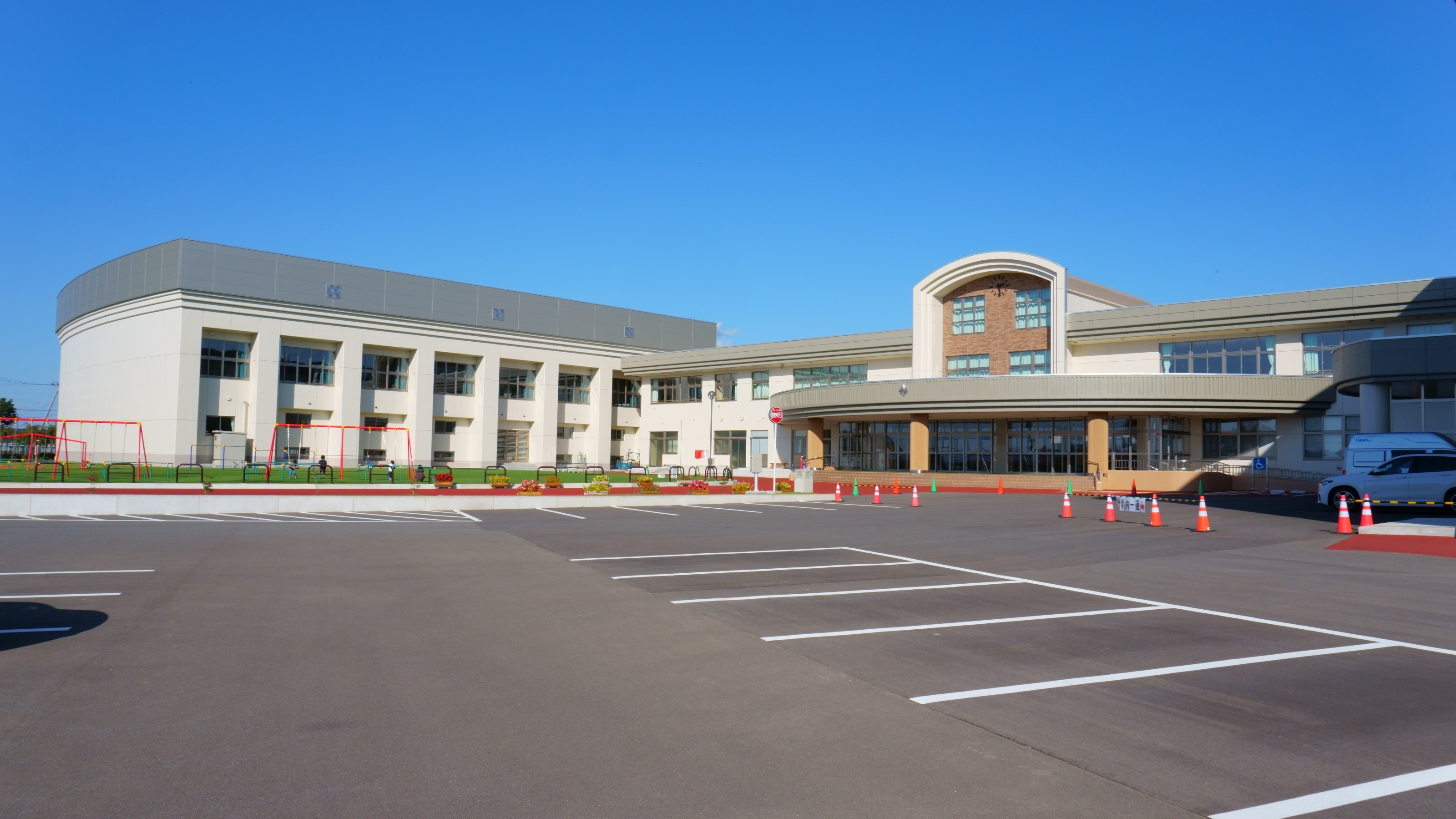
横手市立十文字小学校
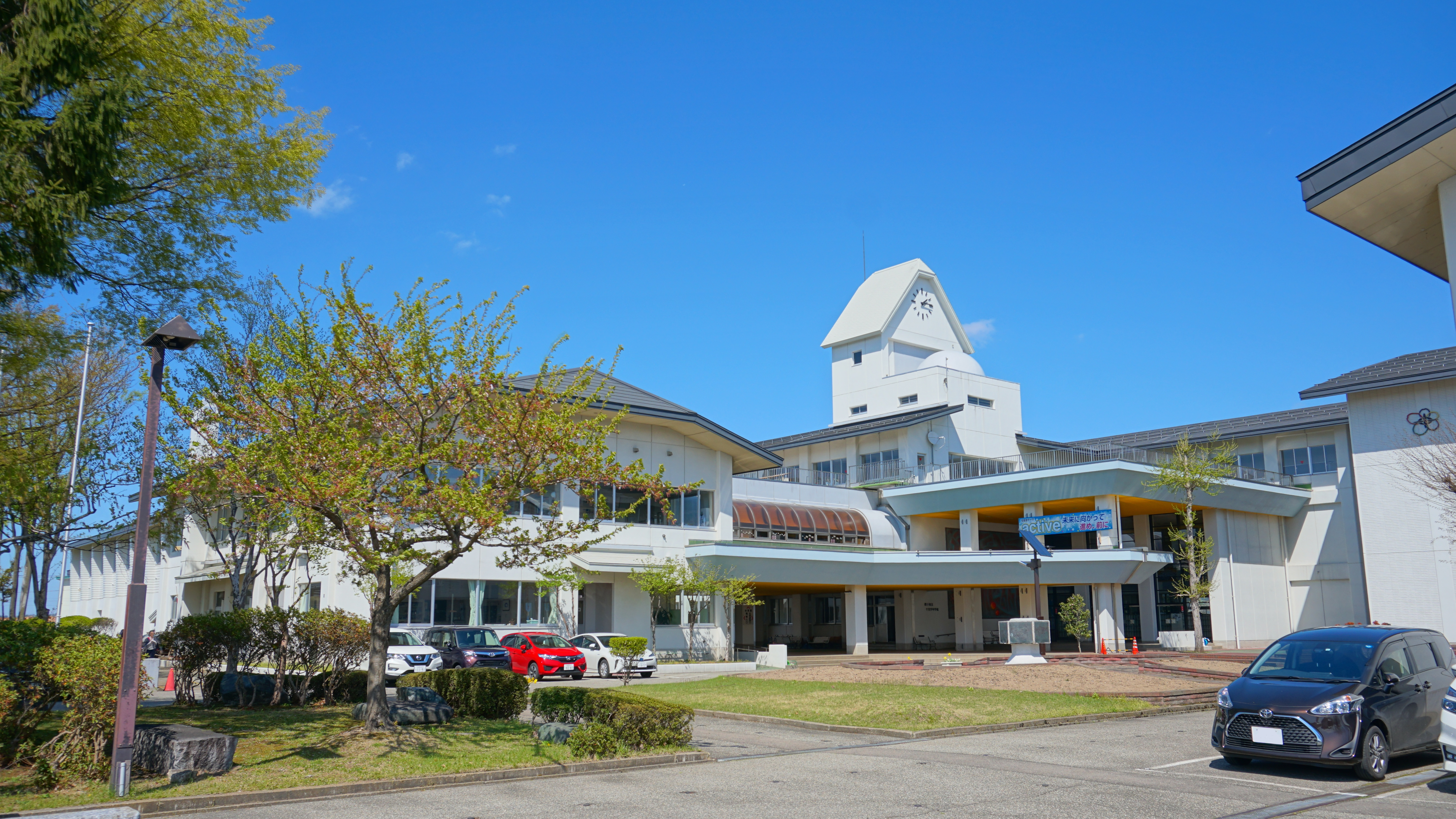
横手市立十文字中学校
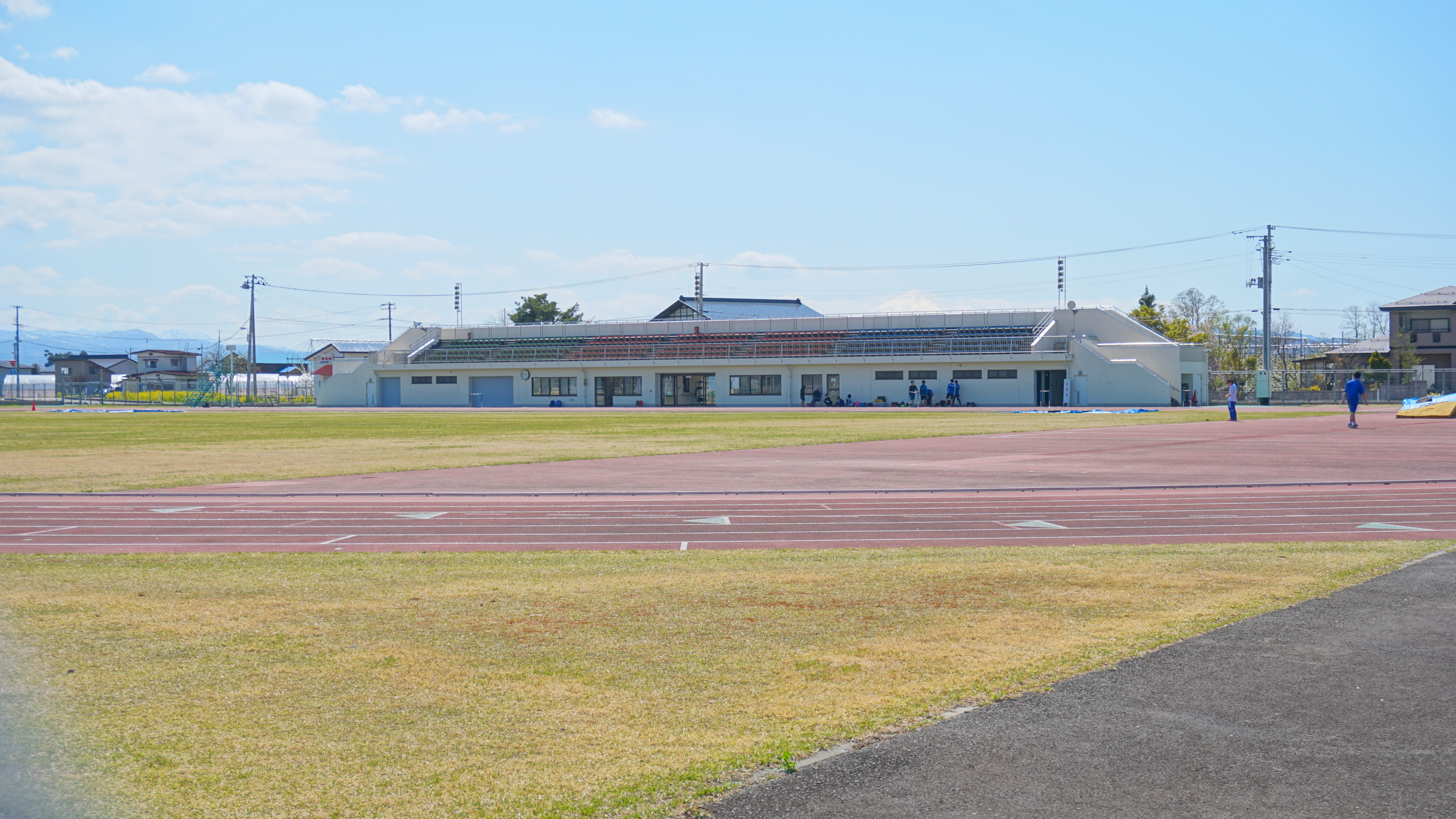
十文字陸上競技場
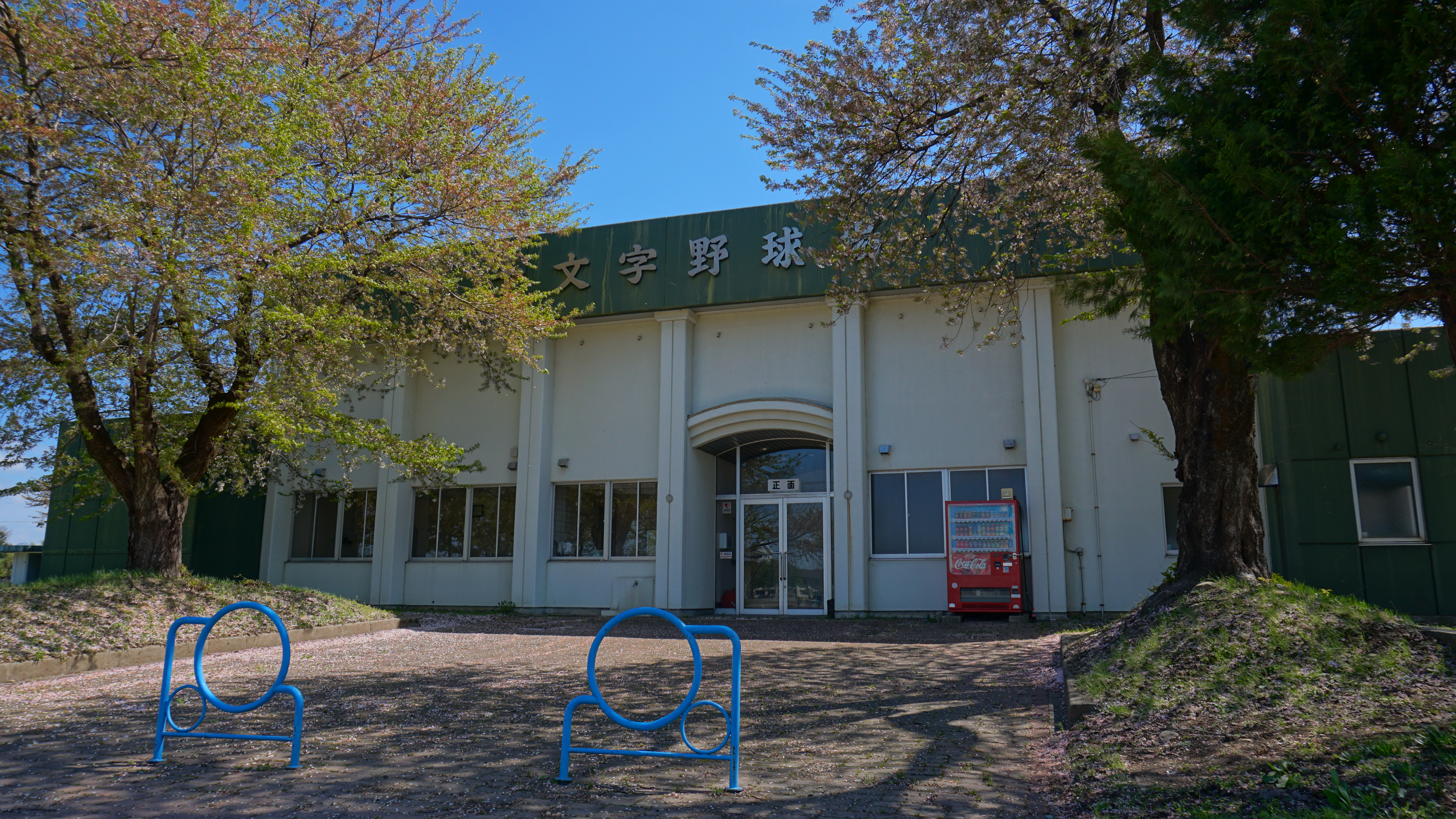
十文字野球場
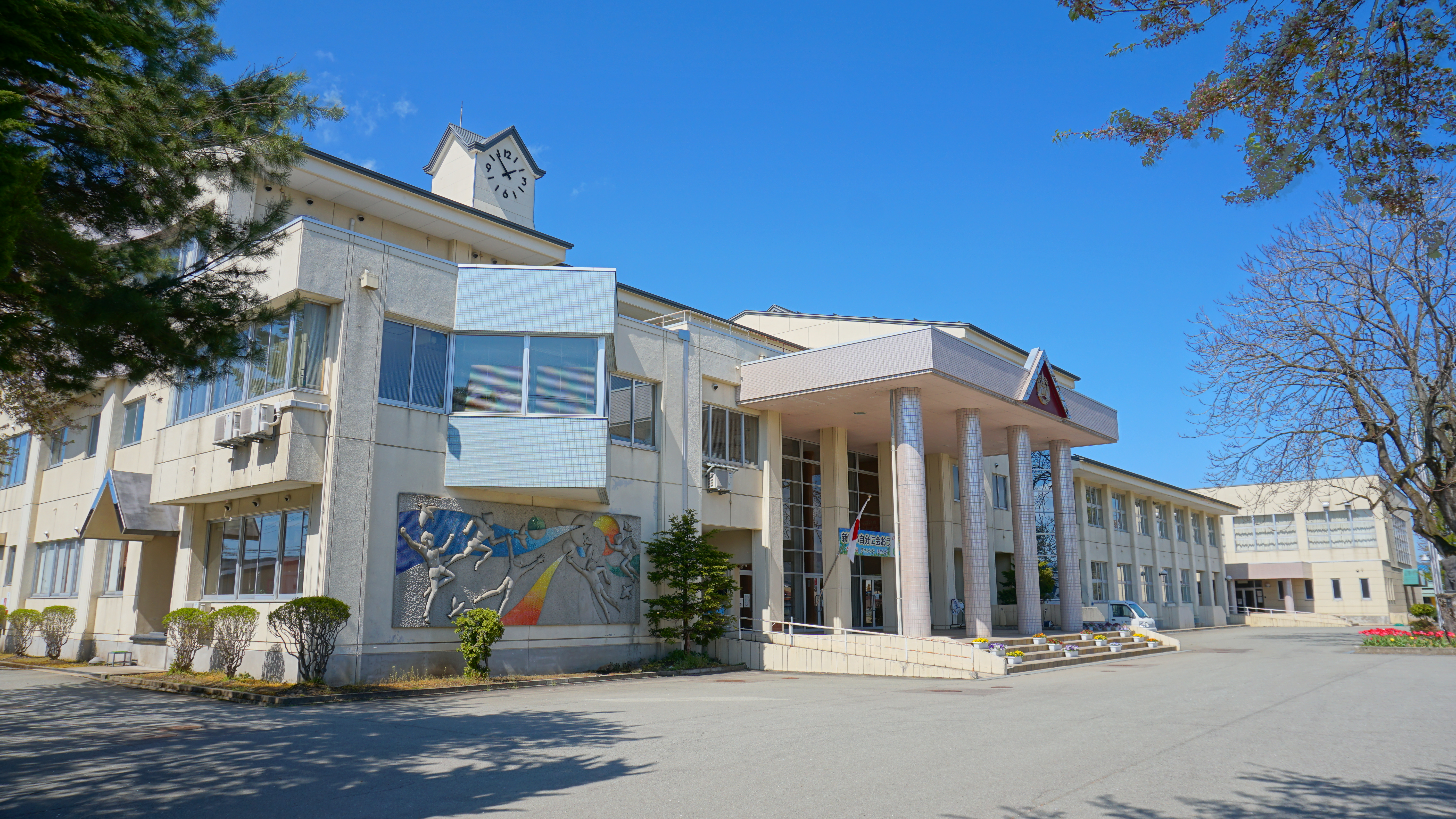
三重地区交流センター